# Maldon District
Maldon ist ein District in der Grafschaft Essex in England. Er umfasst die Halbinsel Dengie und das Gebiet nördlich des Flusses Blackwater. Der Verwaltungssitz ist Maldon, die nächstgrößeren Orte sind Burnham-on-Crouch und Southminster.
Der District wurde am 1. April 1974 gebildet und entstand aus der Fusion des Municipal Borough Maldon, des Urban District Burnham-on-Crouch und des Rural District Maldon.
Koordinaten: 51° 54′ N, 0° 45′ O